# Neuville-sur-Escaut
Neuville-sur-Escaut è un comune francese di 2 600 abitanti situato nel dipartimento del Nord nella regione dell'Alta Francia.

## Società

### Evoluzione demografica
Abitanti censiti